# 대한민국 형사소송법 제199조
대한민국 형사소송법 제199조는 수사와 필요한 조사에 대한 형사소송법의 조문이다.p

## 조문
제199조(수사와 필요한 조사) ① 수사에 관하여는 그 목적을 달성하기 위하여 필요한 조사를 할 수 있다. 다만, 강제처분은 이 법률에 특별한 규정이 있는 경우에 한하며, 필요한 최소한도의 범위 안에서만 하여야 한다.<개정 1995.12.29.>
②수사에 관하여는 공무소 기타 공사단체에 조회하여 필요한 사항의 보고를 요구할 수 있다.

第199條(搜査와 必要한 調査) ① 搜査에 關하여는 그 目的을 達成하기 爲하여 必要한 調査를 할 수 있다. 다만, 强制處分은 이 法律에 특별한 規定이 있는 경우에 한하며, 필요한 최소한도의 범위 안에서만 하여야 한다.  <개정 1995.12.29.>
②搜査에 關하여는 公務所 其他 公私團體에 照會하여 必要한 事項의 報告를 要求할 수 있다.

## 비교조문
제200조(피의자의 출석요구) 검사 또는 사법경찰관은 수사에 필요한 때에는 피의자의 출석을 요구하여 진술을 들을 수 있다.

경찰관직무집행법 제3조(불심검문) (1) 경찰관은 수상한 거동 기타 주위의 사정을 합리적으로 판단하여 어떠한 죄를 범하였거나 범하려 하고 있다고 의심할 만한 상당한 이유가 있는 자 또는 이미 행하여진 범죄나 행하여지려고 하는 범죄행위에 관하여 그 사실을 안다고 인정되는 자를 정지시켜 질문할 수 있다.
(2) 그 장소에서 제1항의 질문을 하는 것이 당해인에게 불리하거나 교통의 방해가 된다고 인정되는 때에는 질문하기 위하여 부근의 경찰서·지구대·파출소 또는 출장소(이하 "경찰관서"라 하되, 지방해양경찰관서를 포함한다)에 동행할 것을 요구할 수 있다. 이 경우 당해인은 경찰관의 동행요구를 거절할 수 있다. <개정 1988.12.31, 1996.8.8, 2004.12.23>

## 판례
- 운전자가 주취운전을 하였다고 인정할 만한 상당한 이유가 있다 하더라도 그 운전자에게 경찰공무원의 이와 같은 위법한 음주측정요구에 대해서까지 그에 응할 의무가 있다고 보아 이를 강제하는 것은 부당하므로 그에 불응하였다고 하여 음주측정거부에 관한 도로교통법 위반죄로 처벌할 수 없다[1]

## 참고 문헌
- 손동권 신이철, 새로운 형사소송법(초판, 2013), 세창, 2013. ISBN 9788984114081
- 김형규. (2024). 형사소송법 제199조 제2항의 적용범위 축소에 따른 문제점과 개선방안. 법학연구, 65(1), 447-477.

## 같이 보기
- 적법절차
- 음주측정거부죄